# Puchar Azji w Piłce Nożnej 2023
Puchar Azji w Piłce Nożnej 2023 – osiemnasty turniej pucharu Azji w piłce nożnej. Po raz trzeci wydarzenie to rozgrywane było w Katarze. Rozpoczęło się 12 stycznia, a zakończło 10 lutego 2024 roku. Tytuł obroniła reprezentacja Kataru, pokonując w finale Jordanię 3:1

## Gospodarz
Chińska Republika Ludowa została ogłoszona gospodarzem 4 czerwca 2015. Była to jedyna zgłoszona kandydatura, po wycofaniu się Indii, Indonezji, Tajlandii i Korei Południowej. 14 maja 2022 roku, AFC ogłosiło, że Chiny nie będą w stanie zorganizować turnieju ze względu na okoliczności spowodowane pandemią COVID-19. 
Po tej decyzji 4 kraje zgłosiły swoją kandydaturę: Australia, Indonezja, Katar i Korea Południowa. Po kilku miesiącach Australia i Indonezja wycofały się z organizacji. 17 października 2022 ogłoszono, że gospodarzem turnieju będzie Katar.

## Eliminacje
Eliminacje do Pucharu Azji 2023 były, jak w poprzednich latach, połączone z kwalifikacjami do Mistrzostw Świata. Timor Wschodni został wykluczony z Pucharu Azji z powodu wystawienia nieuprawnionych zawodników. Korea Północna wycofała się w trakcie eliminacji przez problemy wywołane pandemią COVID-19. Pozostałe drużyny wzięły udział w kwalifikacjach.
Terminy eliminacji były wielokrotnie zmieniane przez pandemię COVID-19. Pierwszą drużyn, która wywalczyła awans była Japonia. Ostatnie drużyny zakwalifikowały się 14 czerwca 2022.

## Miasta i stadiony
Turniej odbył się na 9 stadionach w 5 miastach.
| Doha                                      | Doha                                      | Doha                                      | Doha                         |
| ----------------------------------------- | ----------------------------------------- | ----------------------------------------- | ---------------------------- |
| Al Thumama Stadium                        | Khalifa International Stadium             | Jassim Bin Hamad Stadium                  | Abdullah bin Khalifa Stadium |
| Pojemność: 44 400                         | Pojemność: 45 857                         | Pojemność: 11 918                         | Pojemność: 9 000             |
|                                           |                                           |                                           |                              |
| Doha x4Al-ChaurAr-Rajjan x2LusajlAl-Wakra | Doha x4Al-ChaurAr-Rajjan x2LusajlAl-Wakra | Doha x4Al-ChaurAr-Rajjan x2LusajlAl-Wakra | Al-Chaur                     |
| Doha x4Al-ChaurAr-Rajjan x2LusajlAl-Wakra | Doha x4Al-ChaurAr-Rajjan x2LusajlAl-Wakra | Doha x4Al-ChaurAr-Rajjan x2LusajlAl-Wakra | Al Bayt Stadium              |
| Doha x4Al-ChaurAr-Rajjan x2LusajlAl-Wakra | Doha x4Al-ChaurAr-Rajjan x2LusajlAl-Wakra | Doha x4Al-ChaurAr-Rajjan x2LusajlAl-Wakra | Pojemność: 68 895            |
| Doha x4Al-ChaurAr-Rajjan x2LusajlAl-Wakra | Doha x4Al-ChaurAr-Rajjan x2LusajlAl-Wakra | Doha x4Al-ChaurAr-Rajjan x2LusajlAl-Wakra |                              |
| Doha x4Al-ChaurAr-Rajjan x2LusajlAl-Wakra | Doha x4Al-ChaurAr-Rajjan x2LusajlAl-Wakra | Doha x4Al-ChaurAr-Rajjan x2LusajlAl-Wakra | Al-Wakra                     |
| Doha x4Al-ChaurAr-Rajjan x2LusajlAl-Wakra | Doha x4Al-ChaurAr-Rajjan x2LusajlAl-Wakra | Doha x4Al-ChaurAr-Rajjan x2LusajlAl-Wakra | Al Janoub Stadium            |
| Doha x4Al-ChaurAr-Rajjan x2LusajlAl-Wakra | Doha x4Al-ChaurAr-Rajjan x2LusajlAl-Wakra | Doha x4Al-ChaurAr-Rajjan x2LusajlAl-Wakra | Pojemność: 44 325            |
| Doha x4Al-ChaurAr-Rajjan x2LusajlAl-Wakra | Doha x4Al-ChaurAr-Rajjan x2LusajlAl-Wakra | Doha x4Al-ChaurAr-Rajjan x2LusajlAl-Wakra |                              |
|                                           | Lusajl                                    | Ar-Rajjan                                 | Ar-Rajjan                    |
| Lusail Stadium                            | Ahmed bin Ali Stadium                     | Education City Stadium                    |                              |
| Pojemność: 88 966                         | Pojemność: 45 032                         | Pojemność: 44 667                         |                              |
|                                           |                                           |                                           |                              |

## Zakwalifikowane zespoły
| Drużyna                      | Grupa kwalifikacyjna                                  | Liczba występów | Najlepszy wynik                                   | Ostatni występ |
| ---------------------------- | ----------------------------------------------------- | --------------- | ------------------------------------------------- | -------------- |
| Syria                        | Zwycięzca grupy A II rundy eliminacyjnej              | 6               | Faza grupowa (1980, 1984, 1988, 1996, 2011, 2019) | 2019           |
| Australia                    | Zwycięzca grupy B II rundy eliminacyjnej              | 4               | Mistrzostwo (2015)                                | 2019           |
| Iran                         | Zwycięzca grupy C II rundy eliminacyjnej              | 14              | Mistrzostwo (1968, 1972, 1976)                    | 2019           |
| Arabia Saudyjska             | Zwycięzca grupy D II rundy eliminacyjnej              | 10              | Mistrzostwo (1984, 1988, 1996)                    | 2019           |
| Katar                        | Zwycięzca grupy E II rundy eliminacyjnej              | 10              | Mistrzostwo (2019)                                | 2019           |
| Japonia                      | Zwycięzca Grupy F II rundy eliminacyjnej              | 9               | Mistrzostwo (1992, 2000, 2004, 2011)              | 2019           |
| Zjednoczone Emiraty Arabskie | Zwycięzca grupy G II rundy eliminacyjnej              | 10              | II miejsce (1996)                                 | 2019           |
| Korea Południowa             | Zwycięzca grupy H II rundy eliminacyjnej              | 14              | Mistrzostwo (1956, 1960)                          | 2019           |
| Irak                         | Najlepszy z wicemistrzów grup II rundy eliminacyjnej  | 9               | Mistrzostwo (2007)                                | 2019           |
| Oman                         | Najlepszy z wicemistrzów grup II rundy eliminacyjnej  | 2               | 1/8 finału (2019)                                 | 2019           |
| Wietnam                      | Najlepszy z wicemistrzów grup II rundy eliminacyjnej  | 4               | IV miejsce (1956, 1960)                           | 2019           |
| Chiny                        | Najlepszy z wicemistrzów grup II rundy eliminacyjnej  | 12              | II miejsce (1984, 2004)                           | 2019           |
| Liban                        | Najlepszy z wicemistrzów grup II rundy eliminacyjnej  | 2               | Faza grupowa (2000, 2019)                         | 2019           |
| Palestyna                    | Zwycięzca grupy A III rundy eliminacyjnej             | 2               | Faza grupowa (2015, 2019)                         | 2019           |
| Jordania                     | Zwycięzca grupy B III rundy eliminacyjnej             | 4               | Ćwierćfinał (2004, 2011)                          | 2019           |
| Uzbekistan                   | Zwycięzca grupy C III rundy eliminacyjnej             | 7               | IV miejsce {2011)                                 | 2019           |
| Indie                        | Zwycięzca grupy D III rundy eliminacyjnej             | 5               | III miejsce (1964)                                | 2019           |
| Bahrajn                      | Zwycięzca grupy E III rundy eliminacyjnej             | 6               | IV miejsce (2004)                                 | 2019           |
| Tadżykistan                  | Zwycięzca grupy F III rundy eliminacyjnej             | debiutant       | debiutant                                         | debiutant      |
| Kirgistan                    | Najlepszy z wicemistrzów grup III rundy eliminacyjnej | 1               | 1/8 finału (2019)                                 | 2019           |
| Indonezja                    | Najlepszy z wicemistrzów grup III rundy eliminacyjnej | 4               | Faza grupowa (1996, 2000, 2004, 2007)             | 2007           |
| Malezja                      | Najlepszy z wicemistrzów grup III rundy eliminacyjnej | 3               | Faza grupowa (1976, 1980, 2007)                   | 2007           |
| Tajlandia                    | Najlepszy z wicemistrzów grup III rundy eliminacyjnej | 7               | III miejsce (1972)                                | 2019           |
| Hongkong                     | Najlepszy z wicemistrzów grup III rundy eliminacyjnej | 3               | III miejsce (1956)                                | 1968           |

## Losowanie
Losowanie fazy grupowej odbyło się 11 maja 2023 w Dosze. Przy przydzielaniu zespołów do koszyków uwzględniono ranking FIFA z kwietnia 2023 (w tabeli podany w nawiasie).
| Koszyk 1                                                                                             | Koszyk 2                                                                                       | Koszyk 3                                                                      | Koszyk 4                                                                                   |
| --- | ---------------------------------------------------------------------------------------------- | ----------------------------------------------------------------------------- | ------------------------------------------------------------------------------------------ |
| Katar (61) (gosp.) Japonia (20) Iran (24) Korea Południowa (27) Australia (29) Arabia Saudyjska (54) | Irak (67) Zjednoczone Emiraty Arabskie (72) Oman (73) Uzbekistan (74) Chiny (81) Jordania (84) | Bahrajn (85) Syria (90) Palestyna (93) Wietnam (95) Kirgistan (96) Liban (99) | Indie (101) Tadżykistan (109) Tajlandia (114) Malezja (138) Hongkong (147) Indonezja (149) |

## Faza grupowa
Legenda
|  | Bezpośredni awans do fazy pucharowej.                                                                            |
|  | Możliwy awans do fazy pucharowej, jako jedna z czterech najlepszych drużyn zajmujących trzecie miejsce w grupie. |
|  | Odpadnięcie z turnieju.                                                                                          |

Gdy drużyny mają tyle samo punktów, o kolejności w tabeli decyduje:
1. różnica bramek;
2. gole zdobyte;
3. punkty zdobyte w meczach pomiędzy danymi drużynami;
4. różnica bramek w meczach pomiędzy danymi drużynami;
5. zdobyte bramki w meczach pomiędzy danymi drużynami;
6. punkty fair play;
7. losowanie miejsc przez komitet organizacyjny.

### Grupa A
| Zespół      | Pkt | M | W | R | P | Br+ | Br− | +/− |
| ----------- | --- | - | - | - | - | --- | --- | --- |
| Katar       | 9   | 3 | 3 | 0 | 0 | 5   | 0   | +5  |
| Tadżykistan | 4   | 3 | 1 | 1 | 1 | 2   | 2   | 0   |
| Chiny       | 2   | 3 | 0 | 2 | 1 | 0   | 1   | -1  |
| Liban       | 1   | 3 | 0 | 1 | 2 | 1   | 5   | -4  |

| 12 stycznia 2024 17:00 CET | Katar · Afif 45', 90+6' · Ali 56' | 3:0(1:0)Raport | Liban | Lusail Stadium, Lusajl Widzów: 82 490 Sędzia: Alireza Faghani |
|                            |                                   |                |       |                                                               |

| 13 stycznia 2024 15:30 CET | Chiny | 0:0(0:0)Raport | Tadżykistan | Abdullah bin Khalifa Stadium, Doha Widzów: 4 001 Sędzia: Mohammed Khaled Al-Hoaish |
|                            |       |                |             |                                                                                    |

| 17 stycznia 2024 12:30 CET | Liban | 0:0(0:0)Raport | Chiny | Al Thumama Stadium, Doha Widzów: 14 137 Sędzia: Ko Hyung-jin |
|                            |       |                |       |                                                              |

| 17 stycznia 2024 15:30 CET | Tadżykistan | 0:1(0:1)Raport | Katar · 17' Afif | Al Bayt Stadium, Al-Chaur Widzów: 57 460 Sędzia: Hiroyuki Kimura |
|                            |             |                |                  |                                                                  |

| 22 stycznia 2024 16:00 CET | Katar · Al-Haydos 66' | 1:0(0:0)Raport | Chiny | Khalifa International Stadium, Doha Widzów: 42 104 Sędzia: Abdullah Jamali |
|                            |                       |                |       |                                                                            |

| 22 stycznia 2024 16:00 CET | Tadżykistan · Umarbajew 81' · Chamrokulow 90+2' | 2:1Raport | Liban · 47' Jradi | Jassim Bin Hamad Stadium, Doha Widzów: 11 843 Sędzia: Mohanad Qasim Sarray |
|                            |                                                 |           |                   |                                                                            |

### Grupa B
| Zespół     | Pkt | M | W | R | P | Br+ | Br− | +/− |
| ---------- | --- | - | - | - | - | --- | --- | --- |
| Australia  | 7   | 3 | 2 | 1 | 0 | 4   | 1   | +3  |
| Uzbekistan | 5   | 3 | 1 | 2 | 0 | 4   | 1   | +3  |
| Syria      | 4   | 3 | 1 | 1 | 1 | 1   | 1   | 0   |
| Indie      | 0   | 3 | 0 | 0 | 3 | 0   | 6   | -6  |

| 13 stycznia 2024 12:30 CET | Australia · Irvine 50' · Bos 73' | 2:0(0:0)Raport | Indie | Ahmed bin Ali Stadium, Ar-Rajjan Widzów: 35 253 Sędzia: Yoshimi Yamashita |
|                            |                                  |                |       |                                                                           |

| 13 stycznia 2024 18:30 CET | Uzbekistan | 0:0(0:0)Raport | Syria | Jassim Bin Hamad Stadium, Doha Widzów: 10 198 Sędzia: Ahmed Al-Kaf |
|                            |            |                |       |                                                                    |

| 18 stycznia 2024 12:30 CET | Syria | 0:1(0:0)Raport | Australia · 59' Irvine | Jassim Bin Hamad Stadium, Doha Widzów: 10 097 Sędzia: Adel Al-Naqbi |
|                            |       |                |                        |                                                                     |

| 18 stycznia 2024 15:30 CET | Indie | 0:3(0:3) | Uzbekistan · 4' Fayzullaev · 18' Sergeyev · 15+4' Nasrullaev | Ahmed bin Ali Stadium, Ar-Rajjan Widzów: 38 491 Sędzia: Fu Ming |
|                            |       |          |                                                              |                                                                 |

| 23 stycznia 2024 12:30 CET | Australia · Boyle 45+1' (k.) | 1:1(1:0) | Uzbekistan · 78' Turgʻunboyev | Al Janoub Stadium, Al-Wakra Widzów: 15 290 Sędzia: Yusuke Araki |
|                            |                              |          |                               |                                                                 |

| 23 stycznia 2024 12:30 CET | Syria · Kharbin 76' | 1:0(0:0)Raport | Indie | Al Bayt Stadium, Al-Chaur Widzów: 42 787 Sędzia: Sivakorn Pu-udom |
|                            |                     |                |       |                                                                   |

### Grupa C
| Zespół                       | Pkt | M | W | R | P | Br+ | Br− | +/− |
| ---------------------------- | --- | - | - | - | - | --- | --- | --- |
| Iran                         | 9   | 3 | 3 | 0 | 0 | 7   | 2   | +5  |
| Zjednoczone Emiraty Arabskie | 4   | 3 | 1 | 1 | 1 | 5   | 4   | +1  |
| Palestyna                    | 4   | 3 | 1 | 1 | 1 | 5   | 5   | 0   |
| Hongkong                     | 0   | 3 | 0 | 0 | 3 | 1   | 7   | -6  |

| 14 stycznia 2024 15:30 CET | Zjednoczone Emiraty Arabskie · Adil 34' (k.) · Sultan 52' · Al-Ghassani 90+6' (k.) | 3:1(1:0)Raport | Hongkong · 49' Chan | Khalifa International Stadium, Doha Widzów: 15 586 Sędzia: Muhammad Taqi |
|                            |                                                                                    |                |                     |                                                                          |

| 14 stycznia 2024 18:30 CET | Iran · Ansarifard 2' · Chalilzade 13' · Gajedi 38' · Azmun 55' | 4:1(3:1)Raport | Palestyna · 45+6' Seyam | Education City Stadium, Doha Widzów: 27 691 Sędzia: Abdulrahman Al-Jassim |
|                            |                                                                |                |                         |                                                                           |

| 18 stycznia 2024 18:30 CET | Palestyna · Nasser 50' (sam.) | 1:1(0:1)Raport | Zjednoczone Emiraty Arabskie · 23' Adil | Al Janoub Stadium, Al-Wakra Widzów: 41 986 Sędzia: Ahmad Al-Ali |
|                            |                               |                |                                         |                                                                 |

| 19 stycznia 2024 18:30 CET | Hongkong | 0:1(0:1)Raport | Iran · 24' Gajedi | Khalifa International Stadium, Doha Widzów: 36 412 Sędzia: Hanna Hattab |
|                            |          |                |                   |                                                                         |

| 23 stycznia 2024 16:00 CET | Iran · Taremi 26', 65' | 2:1(1:0)Raport | Zjednoczone Emiraty Arabskie · 90+3' Al-Ghassani | Education City Stadium, Doha Widzów: 34 259 Sędzia: Ilgiz Tantashev |
|                            |                        |                |                                                  |                                                                     |

| 23 stycznia 2024 16:00 CET | Hongkong | 0:3(0:1)Raport | Palestyna · 12', 60' Dabbagh · 48' Qunbar | Abdullah bin Khalifa Stadium, Doha Widzów: 6 568 Sędzia: Shaun Evans |
|                            |          |                |                                           |                                                                      |

### Grupa D
| Zespół    | Pkt | M | W | R | P | Br+ | Br− | +/− |
| --------- | --- | - | - | - | - | --- | --- | --- |
| Irak      | 9   | 3 | 3 | 0 | 0 | 8   | 4   | +4  |
| Japonia   | 6   | 3 | 2 | 0 | 1 | 8   | 5   | +3  |
| Indonezja | 3   | 3 | 1 | 0 | 2 | 3   | 6   | -3  |
| Wietnam   | 0   | 3 | 0 | 0 | 3 | 4   | 8   | -4  |

| 14 stycznia 2024 12:30 CET | Japonia · Minamino 11', 45' · Nakamura 45+5' · Ueda 85' | 4:2(3:2)Raport | Wietnam · 16' Nguyễn Đ. B. · 33' Pham T. H. | Al Thumama Stadium, Doha Widzów: 17 385 Sędzia: Kim Jong-hyeok |
|                            |                                                         |                |                                             |                                                                |

| 15 stycznia 2024 15:30 CET | Indonezja · Ferdinan 37' | 1:3(1:2)Raport | Irak · 17' Ali · 45+7' Rashid · 75' Hussein | Ahmed bin Ali Stadium, Ar-Rajjan Widzów: 16 532 Sędzia: Ilgiz Tantashev |
|                            |                          |                |                                             |                                                                         |

| 19 stycznia 2024 12:30 CET | Irak · Hussein 5', 45+4' | 2:1(2:0)Raport | Japonia · 90+3' Endō | Education City Stadium, Doha Widzów: 38 663 Sędzia: Khalid Al-Turais |
|                            |                          |                |                      |                                                                      |

| 19 stycznia 2024 15:30 CET | Wietnam | 0:1(0:1)Raport | Indonezja · 42' (k.) Mangkualam | Abdullah bin Khalifa Stadium, Doha Widzów: 7 253 Sędzia: Sadullo Gulmurodi |
|                            |         |                |                                 |                                                                            |

| 24 stycznia 2024 12:30 CET | Japonia · Ueda 6' (k.), 52' · Hubner 88' (sam.) | 3:1(1:0)Raport | Indonezja · 90+1' Walsh | Al Thumama Stadium, Doha Widzów: 26 453 Sędzia: Khamis Al-Marri |
|                            |                                                 |                |                         |                                                                 |

| 24 stycznia 2024 12:30 CET | Irak · Sulaka 47' · Hussein 73', 90+12' (k.) | 3:2(0:1)Raport | Wietnam · 42' Bùi Hoàng V. A. · 90+2' Nguyễn Q. H. | Jassim Bin Hamad Stadium, Doha Widzów: 8 932 Sędzia: Nazmi Nasaruddin |
|                            |                                              |                |                                                    |                                                                       |

### Grupa E
| Zespół           | Pkt | M | W | R | P | Br+ | Br− | +/− |
| ---------------- | --- | - | - | - | - | --- | --- | --- |
| Bahrajn          | 6   | 3 | 2 | 0 | 1 | 3   | 3   | 0   |
| Korea Południowa | 5   | 3 | 1 | 2 | 0 | 8   | 6   | +2  |
| Jordania         | 4   | 3 | 1 | 1 | 1 | 6   | 3   | +3  |
| Malezja          | 1   | 3 | 0 | 1 | 2 | 3   | 8   | -5  |

| 15 stycznia 2024 12:30 CET | Korea Południowa · Hwang I. 38' · Lee Ka. 56', 68' | 3:1(1:0)Raport | Bahrajn · 51' Al-Hashsash | Jassim Bin Hamad Stadium, Doha Widzów: 8 388 Sędzia: Ma Ning |
|                            |                                                    |                |                           |                                                              |

| 15 stycznia 2024 18:30 CET | Malezja | 0:4(0:3)Raport | Jordania · 12', 32' Al-Mardi · 18', 85' Al-Taamari | Al Janoub Stadium, Al-Wakra Widzów: 20 410 Sędzia: Mohammed Abdulla Mohamed |
|                            |         |                |                                                    |                                                                             |

| 20 stycznia 2024 12:30 CET | Jordania · Park Y. 37' (sam.) · Al-Naimat 45+6' | 2:2(2:1)Raport | Korea Południowa · 6' (k.) Son · 90+1' (sam.) Abu Arab | Al Thumama Stadium, Doha Widzów: 36 627 Sędzia: Salman Falahi |
|                            |                                                 |                |                                                        |                                                               |

| 20 stycznia 2024 15:30 CET | Bahrajn · Madan 90+6' | 1:0(1:0)Raport | Malezja | Jassim Bin Hamad Stadium, Doha Widzów: 10 386 Sędzia: Ahmed Al-Kaf |
|                            |                       |                |         |                                                                    |

| 25 stycznia 2024 12:30 CET | Korea Południowa · Jeong 21' · Lee Ka. 82' · Son 90+4' (k.) | 3:3(1:0)Raport | Malezja · 51' Halim · 62' (k.) Aiman · 90+15' Morales | Al Janoub Stadium, Al-Wakra Widzów: 30 117 Sędzia: Khalid Al-Turais |
|                            |                                                             |                |                                                       |                                                                     |

| 25 stycznia 2024 12:30 CET | Jordania | 0:1(0:1)Raport | Bahrajn · 34' Helal | Khalifa International Stadium, Doha Widzów: 39 650 Sędzia: Omar Al-Ali |
|                            |          |                |                     |                                                                        |

### Grupa F
| Zespół           | Pkt | M | W | R | P | Br+ | Br− | +/− |
| ---------------- | --- | - | - | - | - | --- | --- | --- |
| Arabia Saudyjska | 7   | 3 | 2 | 1 | 0 | 4   | 1   | +3  |
| Tajlandia        | 5   | 3 | 1 | 2 | 0 | 2   | 0   | +2  |
| Oman             | 2   | 3 | 0 | 2 | 1 | 2   | 3   | -1  |
| Kirgistan        | 1   | 3 | 0 | 1 | 2 | 1   | 5   | -4  |

| 16 stycznia 2024 15:30 CET | Tajlandia · Jaided 26', 49' | 2:0(1:0)Raport | Kirgistan | Abdullah bin Khalifa Stadium, Doha Widzów: 4 530 Sędzia: Adham Makhadmeh |
|                            |                             |                |           |                                                                          |

| 16 stycznia 2024 18:30 CET | Arabia Saudyjska · Ghareeb 78' · Al-Bulaihi 90+6' | 2:1(0:1)Raport | Oman · 15' (k.) Al-Yahyaei | Khalifa International Stadium, Doha Widzów: 41 987 Sędzia: Shaun Evans |
|                            |                                                   |                |                            |                                                                        |

| 21 stycznia 2024 15:30 CET | Oman | 0:0(0:0)Raport | Tajlandia | Abdullah bin Khalifa Stadium, Doha Widzów: 6 340 Sędzia: Mooud Bonyadifard |
|                            |      |                |           |                                                                            |

| 21 stycznia 2024 18:30 CET | Kirgistan | 0:2(0:1)Raport | Arabia Saudyjska · 35' Kanno · 84' Al-Ghamdi | Ahmed bin Ali Stadium, Ar-Rajjan Widzów: 39 557 Sędzia: Jumpei Iida |
|                            |           |                |                                              |                                                                     |

| 25 stycznia 2024 16:00 CET | Arabia Saudyjska | 0:0(0:0)Raport | Tajlandia | Education City Stadium, Doha Widzów: 38 773 Sędzia: Kim Hee-gon |
|                            |                  |                |           |                                                                 |

| 25 stycznia 2024 16:00 CET | Kirgistan · Kojo 80' | 1:1(0:1)Raport | Oman · 8' Al-Ghassani | Abdullah bin Khalifa Stadium, Doha Widzów: 6 231 Sędzia: Ahmad Al-Ali |
|                            |                      |                |                       |                                                                       |

### Klasyfikacja drużyn z trzecich miejsc
| Grupa | Zespół    | Pkt | M | W | R | P | Br+ | Br− | +/− |
| ----- | --------- | --- | - | - | - | - | --- | --- | --- |
| E     | Jordania  | 4   | 3 | 1 | 1 | 1 | 6   | 3   | +3  |
| C     | Palestyna | 4   | 3 | 1 | 1 | 1 | 5   | 5   | 0   |
| B     | Syria     | 4   | 3 | 1 | 1 | 1 | 1   | 1   | 0   |
| D     | Indonezja | 3   | 3 | 1 | 0 | 2 | 4   | 7   | -3  |
| F     | Oman      | 2   | 2 | 0 | 2 | 1 | 2   | 3   | -1  |
| A     | Chiny     | 2   | 3 | 0 | 2 | 1 | 0   | 1   | -1  |

Do 1/8 finału awansują cztery najlepsze zespoły z 3. miejsc. Kolejność meczów z tymi drużynami zależy od tego, z której są grupy (kolorem żółtym jest zaznaczony wariant, który stał się faktem):
| 4 najlepsze zespoły z 3. miejsc | Rywal zwycięzcy grupy A | Rywal zwycięzcy grupy B | Rywal zwycięzcy grupy C | Rywal zwycięzcy grupy D |
| ------------------------------- | ----------------------- | ----------------------- | ----------------------- | ----------------------- |
| A B C D                         | 3. miejsce z grupy C    | 3. miejsce z grupy D    | 3. miejsce z grupy A    | 3. miejsce z grupy B    |
| A B C E                         | 3. miejsce z grupy C    | 3. miejsce z grupy A    | 3. miejsce z grupy B    | 3. miejsce z grupy E    |
| A B C F                         | 3. miejsce z grupy C    | 3. miejsce z grupy A    | 3. miejsce z grupy B    | 3. miejsce z grupy F    |
| A B D E                         | 3. miejsce z grupy D    | 3. miejsce z grupy A    | 3. miejsce z grupy B    | 3. miejsce z grupy E    |
| A B D F                         | 3. miejsce z grupy D    | 3. miejsce z grupy A    | 3. miejsce z grupy B    | 3. miejsce z grupy F    |
| A B E F                         | 3. miejsce z grupy E    | 3. miejsce z grupy A    | 3. miejsce z grupy B    | 3. miejsce z grupy F    |
| A C D E                         | 3. miejsce z grupy C    | 3. miejsce z grupy D    | 3. miejsce z grupy A    | 3. miejsce z grupy E    |
| A C D F                         | 3. miejsce z grupy C    | 3. miejsce z grupy D    | 3. miejsce z grupy A    | 3. miejsce z grupy F    |
| A C E F                         | 3. miejsce z grupy C    | 3. miejsce z grupy A    | 3. miejsce z grupy F    | 3. miejsce z grupy E    |
| A D E F                         | 3. miejsce z grupy D    | 3. miejsce z grupy A    | 3. miejsce z grupy F    | 3. miejsce z grupy E    |
| B C D E                         | 3. miejsce z grupy C    | 3. miejsce z grupy D    | 3. miejsce z grupy B    | 3. miejsce z grupy E    |
| B C D F                         | 3. miejsce z grupy C    | 3. miejsce z grupy D    | 3. miejsce z grupy B    | 3. miejsce z grupy F    |
| B C E F                         | 3. miejsce z grupy E    | 3. miejsce z grupy C    | 3. miejsce z grupy B    | 3. miejsce z grupy F    |
| B D E F                         | 3. miejsce z grupy E    | 3. miejsce z grupy D    | 3. miejsce z grupy B    | 3. miejsce z grupy F    |
| C D E F                         | 3. miejsce z grupy C    | 3. miejsce z grupy D    | 3. miejsce z grupy F    | 3. miejsce z grupy E    |

## Faza pucharowa

### Drabinka
|  |                        |                  |                     |                     |      |             |                     |             |  |  |          |          |          |  |  |       |       |       |
|  | 1/8 finału             | 1/8 finału       | 1/8 finału          |                     |      | Ćwierćfinał | Ćwierćfinał         | Ćwierćfinał |  |  | Półfinał | Półfinał | Półfinał |  |  | Finał | Finał | Finał |
|  | 1/8 finału             | 1/8 finału       | 1/8 finału          |                     |      | Ćwierćfinał | Ćwierćfinał         | Ćwierćfinał |  |  | Półfinał | Półfinał | Półfinał |  |  | Finał | Finał | Finał |
|  | 28 stycznia, Ar-Rajjan |                  |                     |                     |      |             |                     |             |  |  |          |          |          |  |  |       |       |       |
|  |                        |                  |                     |                     |      |             |                     |             |  |  |          |          |          |  |  |       |       |       |
|  | Tadżykistan            | Tadżykistan      | 1(5)                |                     |      |             |                     |             |  |  |          |          |          |  |  |       |       |       |
|  | Tadżykistan            | Tadżykistan      | 1(5)                | 2 lutego, Ar-Rajjan |      |             |                     |             |  |  |          |          |          |  |  |       |       |       |
|  | ZEA                    | ZEA              | 1(3)                |                     |      |             |                     |             |  |  |          |          |          |  |  |       |       |       |
|  | ZEA                    | ZEA              | 1(3)                |                     |      | Tadżykistan | Tadżykistan         | 0           |  |  |          |          |          |  |  |       |       |       |
|  | 29 stycznia, Doha      |                  |                     |                     |      | Tadżykistan | Tadżykistan         | 0           |  |  |          |          |          |  |  |       |       |       |
|  |                        |                  | Jordania            | Jordania            | 1    |             |                     |             |  |  |          |          |          |  |  |       |       |       |
|  | Irak                   | Irak             | Jordania            | Jordania            | 1    | 2           |                     |             |  |  |          |          |          |  |  |       |       |       |
|  | Irak                   | Irak             |                     |                     |      | 2           | 6 lutego, Ar-Rajjan |             |  |  |          |          |          |  |  |       |       |       |
|  | Jordania               | Jordania         | 3                   |                     |      |             |                     |             |  |  |          |          |          |  |  |       |       |       |
|  | Jordania               | Jordania         | 3                   |                     |      | Jordania    | Jordania            | 2           |  |  |          |          |          |  |  |       |       |       |
|  | 28 stycznia, Doha      |                  |                     |                     |      | Jordania    | Jordania            | 2           |  |  |          |          |          |  |  |       |       |       |
|  |                        |                  | Korea Południowa    | Korea Południowa    | 0    |             |                     |             |  |  |          |          |          |  |  |       |       |       |
|  | Australia              | Australia        | Korea Południowa    | Korea Południowa    | 0    | 4           |                     |             |  |  |          |          |          |  |  |       |       |       |
|  | Australia              | Australia        | 2 lutego, Al-Wakra  |                     |      | 4           |                     |             |  |  |          |          |          |  |  |       |       |       |
|  | Indonezja              | Indonezja        | 0                   |                     |      |             |                     |             |  |  |          |          |          |  |  |       |       |       |
|  | Indonezja              | Indonezja        | 0                   |                     |      | Australia   | Australia           | 1           |  |  |          |          |          |  |  |       |       |       |
|  | 30 stycznia, Ar-Rajjan |                  |                     |                     |      | Australia   | Australia           | 1           |  |  |          |          |          |  |  |       |       |       |
|  |                        |                  | Korea Płd. (dogr.)  | Korea Płd. (dogr.)  | 2    |             |                     |             |  |  |          |          |          |  |  |       |       |       |
|  | Arabia Saudyjska       | Arabia Saudyjska | Korea Płd. (dogr.)  | Korea Płd. (dogr.)  | 2    | 1(2)        |                     |             |  |  |          |          |          |  |  |       |       |       |
|  | Arabia Saudyjska       | Arabia Saudyjska |                     |                     |      | 1(2)        | 10 lutego, Lusajl   |             |  |  |          |          |          |  |  |       |       |       |
|  | Korea Południowa       | Korea Południowa | 1(4)                |                     |      |             |                     |             |  |  |          |          |          |  |  |       |       |       |
|  | Korea Południowa       | Korea Południowa | 1(4)                |                     |      | Jordania    | Jordania            | 1           |  |  |          |          |          |  |  |       |       |       |
|  | 31 stycznia, Doha      |                  |                     |                     |      | Jordania    | Jordania            | 1           |  |  |          |          |          |  |  |       |       |       |
|  |                        |                  | Katar               | Katar               | 3    |             |                     |             |  |  |          |          |          |  |  |       |       |       |
|  | Iran                   | Iran             | Katar               | Katar               | 3    | 1(5)        |                     |             |  |  |          |          |          |  |  |       |       |       |
|  | Iran                   | Iran             | 3 lutego, Ar-Rajjan |                     |      | 1(5)        |                     |             |  |  |          |          |          |  |  |       |       |       |
|  | Syria                  | Syria            | 1(3)                |                     |      |             |                     |             |  |  |          |          |          |  |  |       |       |       |
|  | Syria                  | Syria            | 1(3)                |                     |      | Iran        | Iran                | 2           |  |  |          |          |          |  |  |       |       |       |
|  | 31 stycznia, Doha      |                  |                     |                     |      | Iran        | Iran                | 2           |  |  |          |          |          |  |  |       |       |       |
|  |                        |                  | Japonia             | Japonia             | 1    |             |                     |             |  |  |          |          |          |  |  |       |       |       |
|  | Bahrajn                | Bahrajn          | Japonia             | Japonia             | 1    | 1           |                     |             |  |  |          |          |          |  |  |       |       |       |
|  | Bahrajn                | Bahrajn          |                     |                     |      | 1           | 7 lutego, Doha      |             |  |  |          |          |          |  |  |       |       |       |
|  | Japonia                | Japonia          | 3                   |                     |      |             |                     |             |  |  |          |          |          |  |  |       |       |       |
|  | Japonia                | Japonia          | 3                   |                     |      | Iran        | Iran                | 2           |  |  |          |          |          |  |  |       |       |       |
|  | 29 stycznia, Al-Chaur  |                  |                     |                     |      | Iran        | Iran                | 2           |  |  |          |          |          |  |  |       |       |       |
|  |                        |                  | Katar               | Katar               | 3    |             |                     |             |  |  |          |          |          |  |  |       |       |       |
|  | Katar                  | Katar            | Katar               | Katar               | 3    | 2           |                     |             |  |  |          |          |          |  |  |       |       |       |
|  | Katar                  | Katar            | 3 lutego, Al-Chaur  |                     |      | 2           |                     |             |  |  |          |          |          |  |  |       |       |       |
|  | Palestyna              | Palestyna        | 1                   |                     |      |             |                     |             |  |  |          |          |          |  |  |       |       |       |
|  | Palestyna              | Palestyna        | 1                   |                     |      | Katar       | Katar               | 1(3)        |  |  |          |          |          |  |  |       |       |       |
|  | 30 stycznia, Al-Wakra  |                  |                     |                     |      | Katar       | Katar               | 1(3)        |  |  |          |          |          |  |  |       |       |       |
|  |                        |                  | Uzbekistan          | Uzbekistan          | 1(2) |             |                     |             |  |  |          |          |          |  |  |       |       |       |
|  | Uzbekistan             | Uzbekistan       | Uzbekistan          | Uzbekistan          | 1(2) | 2           |                     |             |  |  |          |          |          |  |  |       |       |       |
|  | Uzbekistan             | Uzbekistan       |                     |                     |      |             |                     |             |  |  |          |          |          |  |  |       |       |       |
|  | Tajlandia              | Tajlandia        | 1                   |                     |      |             |                     |             |  |  |          |          |          |  |  |       |       |       |
|  | Tajlandia              | Tajlandia        | 1                   |                     |      |             |                     |             |  |  |          |          |          |  |  |       |       |       |

### 1/8 finału
| 28 stycznia 2024 12:30 CET | Australia · Baggott 12' (sam.) · Boyle 45' · Goodwin 89' · Souttar 90+1' | 4:0(2:0)Raport | Indonezja | Jassim Bin Hamad Stadium, Ar-Rajjan Widzów: 7 863 Sędzia: Mohammed Abdulla Mohamed |
|                            |                                                                          |                |           |                                                                                    |

| 28 stycznia 2024 17:00 CET                           | Tadżykistan · Hannonow 30' | 1:1 po dogr. k. 5:3(1:0, 1:1, 1:1)Raport | Zjednoczone Emiraty Arabskie · 90+5' Al-Hammadi | Ahmed bin Ali Stadium, Ar-Rajjan Widzów: 33 584 Sędzia: Yusuke Araki |
|                                                      |                            |                                          |                                                 |                                                                      |
|                                                      |                            | Rzuty karne                              |                                                 |                                                                      |
| Nazarow · Hannonow · Pandższanbe · Soirow · Szukurow |                            | Idrees · Canedo · Lima · Saleh           |                                                 |                                                                      |

| 29 stycznia 2024 12:30 CET | Irak · Natiq 68' · Hussein 76' | 2:3(0:1)Raport | Jordania · 45+1' Al-Naimat · 90+5' Abu Arab · 90+7' Al-Rashdan | Stadion Międzynarodowy Chalifa, Doha Widzów: 35 814 Sędzia: Alireza Faghani |
|                            |                                |                |                                                                |                                                                             |

| 29 stycznia 2024 17:00 CET | Katar · Al-Haydos 45+6' · Afif 49' | 2:1(1:1)Raport | Palestyna · 37' Dabbagh | Al Bayt Stadium, Al-Chaur Widzów: 63 753 Sędzia: Ma Ning |
|                            |                                    |                |                         |                                                          |

| 30 stycznia 2024 12:30 CET | Uzbekistan · Turgʻunboyev 37' · Fayzullaev 65' | 2:1(1:0)Raport | Tajlandia · 58' Sarachat | Al Janoub Stadium, Al-Wakra Widzów: 18 691 Sędzia: Nazmi Nasaruddin |
|                            |                                                |                |                          |                                                                     |

| 30 stycznia 2024 17:00 CET              | Arabia Saudyjska · Radif 46' | 1:1 po dogr. k. 2:4(0:0, 1:1, 1:1)Raport | Korea Południowa · 90+9' Cho | Education City Stadium, Ar-Rajjan Widzów: 42 389 Sędzia: Ilgiz Tantashev |
|                                         |                              |                                          |                              |                                                                          |
|                                         |                              | Rzuty karne                              |                              |                                                                          |
| Kanno · Abdulhamid · Al-Najei · Ghareeb |                              | Son · Kim Y. · Cho · Hwang H.            |                              |                                                                          |

| 31 stycznia 2024 12:30 CET | Bahrajn · Suzuki 64' (sam.) | 1:3(0:1)Raport | Japonia · 31' Dōan · 49' Kubo · 72' Ueda | Al Thumama Stadium, Doha Widzów: 31 832 Sędzia: Ahmad Al-Ali |
|                            |                             |                |                                          |                                                              |

| 31 stycznia 2024 17:00 CET                            | Iran · Taremi 34' (k.) | 1:1 po dogr. k. 5:3(1:0, 1:1, 1:1)Raport | Syria · 64' (k.) Kharbin | Abdullah bin Khalifa Stadium, Doha Widzów: 8 720 Sędzia: Kim Jong-hyeok |
|                                                       |                        |                                          |                          |                                                                         |
|                                                       |                        | Rzuty karne                              |                          |                                                                         |
| Ansarifard · Rezajijan · Ebrahimi · Torabi · Hadżsafi |                        | Sabbag · Youssef · Ousou · Al Dali       |                          |                                                                         |

### Ćwierćfinały
| 2 lutego 2024 12:30 CET | Tadżykistan | 0:1(0:0)Raport | Jordania · 66' (sam.) Hannonow | Ahmed bin Ali Stadium, Ar-Rajjan Widzów: 35 530 Sędzia: Fu Ming |
|                         |             |                |                                |                                                                 |

| 2 lutego 2024 16:30 CET | Australia · Goodwin 42' | 1:2 po dogr.(1:0, 1:1, 1:2)Raport | Korea Południowa · 90+6' (k) Hwang H. · 104' Son | Al Janoub Stadium, Al-Wakra Widzów: 39 632 Sędzia: Ahmed Al-Kaf |
|                         |                         |                                   |                                                  |                                                                 |

| 3 lutego 2024 12:30 CET | Iran · Mohebi 55' · Dżahanbachsz 90+6' (k.) | 2:1(0:1)Raport | Japonia · 28' Morita | Education City Stadium, Ar-Rajjan Widzów: 35 640 Sędzia: Ma Ning |
|                         |                                             |                |                      |                                                                  |

| 3 lutego 2024 16:30 CET                  | Katar · Yusupov 27' (sam.) | 1:1 po dogr. k. 3:2(1:0, 1:1, 1:1)Raport                   | Uzbekistan · 59' Hamrobekov | Al Bayt Stadium, Al-Chaur Widzów: 58 791 Sędzia: Kim Hee-gon |
|                                          |                            |                                                            |                             |                                                              |
|                                          |                            | Rzuty karne                                                |                             |                                                              |
| Afif · Ali · Al-Mahdi · Al-Brake · Ró-Ró |                            | Shukurov · Ashurmatov · Umarov · Abdurahmatov · Masharipov |                             |                                                              |

### Półfinały
| 6 lutego 2024 16:00 CET | Jordania · Al-Naimat 53' · Al-Taamari 66' | 2:0(0:0)Raport | Korea Południowa | Ahmed bin Ali Stadium, Ar-Rajjan Widzów: 42 850 Sędzia: Mohammed Abdulla Mohamed |
|                         |                                           |                |                  |                                                                                  |

| 7 lutego 2024 16:00 CET | Iran · Azmun 4' · Dżahanbachsz 51' (k.) | 2:3(1:2)Raport | Katar · 17' Gaber · 43' Afif · 82' Ali | Al Thumama Stadium, Doha Widzów: 40 342 Sędzia: Ahmad Al-Ali |
|                         |                                         |                |                                        |                                                              |

### Finał
| 10 lutego 2024 16:00 CET | Jordania · Al-Naimat 67' | 1:3(0:1)Raport | Katar · 22' (k), 73' (k), 90+5' (k) Afif | Lusail Stadium, Lusajl Widzów: 86 492 Sędzia: Ma Ning |
|                          |                          |                |                                          |                                                       |

|  |  |

| BR              | 1  | Yazeed Abulaila  | 90+4' |       |
| OB              | 3  | Abdallah Nasib   |       |       |
| OB              | 5  | Yazan Abu Arab   |       |       |
| OB              | 17 | Salem Al-Ajalin  | 45+7' |       |
| PO              | 23 | Ihsan Haddad (k) |       |       |
| PO              | 21 | Nizar Al-Rashdan |       |       |
| PO              | 8  | Noor Al-Rawabdeh |       |       |
| PO              | 13 | Mahmoud Al-Mardi |       | 80'   |
| NA              | 10 | Musa Al-Taamari  |       |       |
| NA              | 11 | Yazan Al-Naimat  | 86'   |       |
| NA              | 9  | Ali Olwan        | 18'   | 90+5' |
| Zmiany:         |    |                  |       |       |
| PO              | 18 | Saleh Rateb      |       | 80'   |
| PO              | 25 | Anas Al-Awadat   |       | 90+5' |
| Selekcjoner:    |    |                  |       |       |
| Hussein Ammouta |    |                  |       |       |

| BR             | 22 | Meshaal Barsham      | 90+16' |     |
| OB             | 5  | Tarek Salman         |        |     |
| OB             | 3  | Al-Mahdi Ali Mukhtar |        | 81' |
| OB             | 12 | Lucas Mendes         |        |     |
| PO             | 9  | Yusuf Abdurisag      |        | 63' |
| PO             | 24 | Jassem Gaber         |        | 53' |
| PO             | 20 | Ahmed Fatehi         |        |     |
| PO             | 10 | Hassan Al-Haydos (k) |        | 53' |
| PO             | 4  | Mohammed Waad        |        |     |
| NA             | 11 | Akram Afif           |        |     |
| NA             | 19 | Almoez Ali           |        |     |
| Zmiany:        |    |                      |        |     |
| PO             | 8  | Ali Assadalla        | 90+9'  | 53' |
| PO             | 6  | Abdulaziz Hatem      |        | 53' |
| NA             | 17 | Ismaeel Mohammad     |        | 63' |
| OB             | 16 | Boualem Khoukhi      |        | 81' |
| Selekcjoner:   |    |                      |        |     |
| Tintín Márquez |    |                      |        |     |

| - Piłkarz meczu: - Akram Afif |

| - Sędziowie asystenci: - Zhou Fei - Zhang Cheng - Sędzia techniczny: - Ilgiz Tantashev - Sędzia VAR: - Fu Ming - Sędziowie asystenci VAR: - Jumpei Iida |

## Strzelcy
8 goli
- Akram Afif

6 goli
- Ayman Hussein

4 gole
- Ayase Ueda
- Yazan Al-Naimat

3 gole
- Mehdi Taremi
- Musa Al-Taamari
- Lee Kang-in
- Son Heung-min
- Oday Dabbagh

2 gole
- Martin Boyle
- Craig Goodwin
- Jackson Irvine
- Sardar Azmun
- Alireza Dżahanbachsz
- Mahdi Gajedi
- Takumi Minamino
- Mahmoud Al-Mardi
- Hassan Al-Haydos
- Almoez Ali
- Omar Kharbin
- Supachai Jaided
- Abbosbek Fayzullaev
- Azizbek Turgʻunboyev
- Sultan Adil
- Yahya Al-Ghassani

1 gol
- Ali Al-Bulaihi
- Faisal Al-Ghamdi
- Abdulrahman Ghareeb
- Mohamed Kanno
- Abdullah Radif
- Jordan Bos
- Harry Souttar
- Abdullah Al-Hashsash
- Abdulla Yusuf Helal
- Ali Madan
- Chan Siu Kwan
- Marselino Ferdinan
- Asnawi Mangkualam
- Sandy Walsh
- Mohanad Ali
- Saad Natiq
- Osama Rashid
- Rebin Sulaka
- Karim Ansarifard
- Szodża Chalilzade
- Mohammad Mohebi
- Ritsu Dōan
- Wataru Endō
- Takefusa Kubo
- Hidemasa Morita
- Keito Nakamura
- Yazan Abu Arab
- Nizar Al-Rashdan
- Jassem Gaber
- Joel Kojo
- Cho Gue-sung
- Hwang Hee-chan
- Hwang In-beom
- Jeong Woo-yeong
- Bassel Jradi
- Arif Aiman
- Faisal Halim
- Romel Morales
- Muhsen Al-Ghassani
- Salah Al-Yahyaei
- Zaid Qunbar
- Tamer Seyam
- Nuriddin Chamrokulow
- Wahdat Hannonow
- Parwizdżon Umarbajew
- Supachok Sarachat
- Odiljon Hamrobekov
- Sherzod Nasrullaev
- Igor Sergeyev
- Bùi Hoàng Việt Anh
- Nguyễn Đình Bắc
- Nguyễn Quang Hải
- Phạm Tuấn Hải
- Khalifa Al-Hammadi
- Zayed Sultan

Gole samobójcze
- Elkan Baggott (dla Australii)
- Justin Hubner (dla Japonii)
- Zion Suzuki (dla Bahrajnu)
- Yazan Abu Arab (dla Korei Południowej)
- Park Yong-woo (dla Jordanii)
- Wahdat Hannonow (dla Jordanii)
- Utkir Yusupov (dla Kataru)
- Bader Nasser (dla Palestyny)

## Nagrody
| Złota Piłka | Złoty But  | Złota Rękawica  | Nagroda Fair Play |
| ----------- | ---------- | --------------- | ----------------- |
| Akram Afif  | Akram Afif | Meshaal Barsham | Katar             |

### Drużyna turnieju
| Bramkarz        | Obrońcy                                    | Pomocnicy                                               | Napastnicy                               |
| --------------- | ------------------------------------------ | ------------------------------------------------------- | ---------------------------------------- |
| Meshaal Barsham | Abdallah Nasib Ali Al-Bulaihi Lucas Mendes | Craig Goodwin Hassan Al-Haydos Lee Kang-in Mahdi Gajedi | Yazan Al-Naimat Ayman Hussein Akram Afif |

## Klasyfikacja końcowa
| Miejsce                        | Reprezentacja                | Punkty | Bramki +/− | Bramki zdobyte |
| ------------------------------ | ---------------------------- | ------ | ---------- | -------------- |
| Strefa medalowa                |                              |        |            |                |
| złoto                          | Katar                        | 21     | +9         | 14             |
| srebro                         | Jordania                     | 13     | +5         | 13             |
| brąz                           | Iran                         | 15     | +5         | 12             |
| brąz                           | Korea Południowa             | 11     | +1         | 11             |
| Wyeliminowane w ćwierćfinałach |                              |        |            |                |
| 5.                             | Australia                    | 10     | +8         | 11             |
| 6.                             | Japonia                      | 9      | +4         | 12             |
| 7.                             | Uzbekistan                   | 8      | +4         | 6              |
| 8.                             | Tadżykistan                  | 7      | -1         | 3              |
| Wyeliminowane w 1/8 finału     |                              |        |            |                |
| 9.                             | Irak                         | 9      | +3         | 10             |
| 10.                            | Arabia Saudyjska             | 7      | +3         | 5              |
| 11.                            | Bahrajn                      | 6      | -2         | 4              |
| 12.                            | Tajlandia                    | 5      | +1         | 3              |
| 13.                            | Zjednoczone Emiraty Arabskie | 4      | +1         | 6              |
| 14.                            | Syria                        | 4      | 0          | 2              |
| 15.                            | Palestyna                    | 4      | -1         | 6              |
| 16.                            | Indonezja                    | 3      | -7         | 4              |
| Wyeliminowane w fazie grupowej |                              |        |            |                |
| 17.                            | Oman                         | 2      | -1         | 2              |
| 18.                            | Chiny                        | 2      | -1         | 0              |
| 19.                            | Liban                        | 1      | -4         | 1              |
| 19.                            | Kirgistan                    | 1      | -4         | 1              |
| 21.                            | Malezja                      | 1      | -5         | 3              |
| 22.                            | Wietnam                      | 0      | -4         | 4              |
| 23.                            | Hongkong                     | 0      | -6         | 1              |
| 24.                            | Indie                        | 0      | -6         | 0              |